# Igelmilbe
Die Igelmilbe (Hygrobates longipalpis) ist eine Art aus der Überfamilie der Süßwassermilben (Hydrachnellae).
Die Igelmilben sind gelb gefärbt und haben eine auffällige schwarze Zeichnung auf dem Körper. Die Augen sind rot. Die Palpen sind lang (wissenschaftlicher Name!) und am Ende des zweiten Gliedes mit einem Chitinzähnchen bestückt. Die Beine sind stark beborstet, dienen aber nicht als Schwimmbeine. Die Tiere bewegen sich kriechend und kletternd fort. Von der nahe verwandten Art Hygrobates fluviatilis unterscheidet sie sich in der Form der Hüftplatten und des Genitalfeldes.
Igelmilben leben in stehenden und fließenden Gewässern und sind zeitweilig sehr häufig.